# GTF2H4
GTF2H4‏ (General transcription factor IIH subunit 4) هوَ بروتين يُشَفر بواسطة جين GTF2H4 في الإنسان.